# Живём вместе, умираем поодиночке
«Живём вместе, умираем поодиночке» (англ. Live Together, Die Alone) — сдвоенная финальная серия второго сезона американского телесериала «Остаться в живых». В некоторых вариантах её делят на две серии стандартной длительности, как на лицензионных DVD в России, и им присваивают номера 23 и 24. Их названия, соответственно, «Живём вместе, умираем поодиночке. Часть 1» и «Живём вместе, умираем поодиночке. Часть 2».

## Сюжет

### Воспоминания
Десмонда выгоняют из вооружённых сил Её Величества. До этого он несколько месяцев сидел в военной тюрьме. На выходе его ждёт машина с богатым человеком по фамилии Уидмор. Десмонд был влюблён в его дочь. Уидмор отдаёт Десмонду письма, которые тот писал Пенелопе Уидмор, и предлагает большую сумму денег, чтобы тот отстал от его дочери. Но Десмонд не принимает их, хотя у него нет денег. В кафе он знакомится с девушкой по имени Либби. Десмонд говорит ей, что хочет принять участие в кругосветной одиночной регате, устроенной Уидмором, но у него нет яхты. Тогда Либби сообщает, что у неё недавно умер муж и оставил ей яхту. Она не раздумывая отдаёт её Десмонду. Название яхты — «Элизабет», полное имя Либби.
В следующих воспоминаниях мы видим, как Десмонд готовится бегать по ступенькам стадиона. Туда же приезжает Джек Шепард. Десмонд хочет уже начать, но подъезжает ещё одна машина, из которой выходит Пенелопа Уидмор. Десмонд говорит ей, что уплывает в кругосветную регату, чтобы вернуть себе честь. Пенелопа плачет и не хочет отпускать его. Потом мы видим, как яхта Десмонда попадает в шторм. Он пытается что-нибудь сделать, но не получается и он теряет сознание, ударившись головой о борт. Дальше он урывками видит, как его по джунглям тащит какой-то человек в жёлтом костюме. Десмонд просыпается в бункере «Лебедь». Его притащил человек по имени Келвин (Саид встречался с ним в 1991 г. во время войны с Кувейтом, тогда тот служил в армии США). Он рассказывает, что он член Дхармы, и каждые 108 минут нажимает на кнопку, чтобы спасти мир. Также мы узнаём, что до этого в бункере также жил некий Радзинский, напарник Келвина, но он застрелился. Келвин говорит, что в джунглях ходит какая-то инфекция, и что Десмонду каждые 10 дней надо колоть вакцину, и что по острову можно ходить только в специальном костюме. Десмонд живёт в бункере с Келвином на протяжении двух лет. За это время он ни разу не выходил оттуда. Они управляют противовзрывными дверьми, выезжающими из потолка и блокирующими бункер, и Келвин, продолжая работу Радзинского, рисует на одной из них карту чернилами, которые видны только под ультрафиолетом. Также Келвин, однажды напившись, показывает Десмонду в подвале под самым таймером ключ и аппарат для него, сказав, что если повернуть ключ, то карман с электромагнитной энергией, из которого они частями выпускают накапливающуюся там энергию каждые 108 минут, откроется полностью и больше не надо будет нажимать на кнопку. Но Келвин боится это сделать. Мы видим, как позже Келвин снова собирается выйти из бункера. Десмонд заметил, что на его защитном костюме есть дырка. Десмонд пошёл за Келвином и увидел, как тот снял костюм и противогаз, выйдя из бункера, и пошёл дальше без них. Десмонд следит за ним и видит около берега свою яхту. Оказывается, Келвин чинил её и хотел уплыть. Он обнаруживает слежку и предлагает Десмонду уплыть с ним, говоря, что смысл кнопки — неправда, что он лгал ему. Десмонд в смятении и злости накидывается на Келвина и, повалив, случайно убивает о камень. Десмонд бежит обратно в бункер, счётчик доходит до нуля, и Десмонд не успевает вовремя ввести код. На счётчике появляются красно-чёрные иероглифы, комната трясётся, магнит активируется. Десмонд сумел всё-таки набрать цифры и нажать кнопку, всё прекратилось. Спустя некоторое время мы видим пьяного Десмонда с пистолетом в руке, который, открыв свою заветную книгу, которую собирался прочесть перед смертью, нашёл в ней письмо Пенелопы. В письме она сообщает Десмонду, что верит — он справится с чем угодно, что она любит его и будет ждать вечно. Вдруг он слышит сверху люка какие-то звуки, голос. Десмонд встаёт под люком, зажигает свет и видит в стекле люка Джона Локка, который стучится в бункер в тот момент, когда Бун умирал в пещерах.

### События
Джек, Саид и Сойер прыгнули в воду и поплыли к яхте. На ней они нашли пьяного Десмонда. Когда они вернулись на берег, Десмонд рассказал Джеку, что он плыл несколько недель, но, когда он увидел землю, оказалось, что он приплыл обратно к острову.
Локк пытается заставить Эко не нажимать на кнопку, но тот прогоняет Локка из бункера. Тогда Джон обращается за помощью к Десмонду и рассказывает ему о станции «Жемчужина». Они решают помешать Эко нажать на кнопку.
Саид снова говорит Джеку, что подозревает, что Майкл поведёт выживших в ловушку. У него появился план: он поплывёт на яхте к лагерю других, пока Майкл ведёт их по острову, и разведёт сигнальный огонь, но об этом нельзя рассказывать Майклу. Джеку эта идея нравится. Десмонд соглашается отдать свою яхту. Саид берёт с собой Джина, потому что тот умеет управлять яхтой, и Сун, как его жену и как переводчицу, да и она не хочет оставлять мужа одного. Группа Майкла и группа Саида отправляются в путь. Саид, Джин и Сун замечают с яхты кусок статуи — ногу с четырьмя пальцами.
Десмонд выключает в бункере свет, это заставляет Эко выйти из комнаты с компьютером. Тогда Десмонд и Локк пробираются туда и опускают взрывостойкие двери. Эко умоляет открыть, но Джон уверен, что на кнопку нажимать нельзя. Но ему надо ещё долго ждать, пока счётчик не окажется на нуле. Мистер Эко идёт за помощью к Чарли.
Кейт замечает, что два человека следят за ними. Она говорит об этом Сойеру, и они вдвоём начинают в них стрелять. Один другой убежал, а второго убил Сойер. После этого Джек сказал Майклу, что знает, что тот исполняет поручение других. Майкл признаётся в убийствах Аны-Люсии и Либби. Хёрли хочет вернуться в лагерь, но Джек не отпускает его, мотивируя тем, что тогда их всех убьют. Джек говорит, что у него есть план. Они всё равно пойдут дальше, к лагерю других.
Чарли показывает Эко, где в лесу спрятан динамит. Эко закладывает его под дверь в бункере и говорит Десмонду и Локку, что делает. Десмонд уверен, что дверь выдержит, и оказывается прав. Эко взрывает динамит, дверь не ломается, Чарли успевает убежать, а вот Эко задело взрывом.
Группа Джека находит в джунглях конец пневматической трубы, которая начинается на станции «Жемчужина». Там в куче лежат все тетради, среди которых и записка Джона, которую он пустил во время её посещения. Мы понимаем, что работа этой станции была напрасной. Саид приплывает к лагерю других, который мы видели во флешбэке Майкла. Саид заглядывает в хижины, но там никого нет, поселение пустое. Араб открывает дверь, которую охраняли двое с ружьями, но за ней только маленькое углубление в скале. Других здесь не было. Но Саид всё равно развёл костёр. Группа Джека увидела его. И вдруг они услышали шёпот, Сойеру в шею попал электрический дротик, Сойер теряет сознание, Джек и Кейт побежали, но в них тоже попали такие дротики, Джек наугад стреляет из пистолета, но ни в кого не попадает. Он видит, как к ним подбегают люди в лохмотьях и связывают, а затем Джек потерял сознание. Позже их всех связанными привели на какую-то пристань. С пленников сняли мешки, и они увидели около 15 других, в том числе бородача и девушку Алекс. Кейт говорит, что знает, что у бородача накладная борода. Он снимает её, а Би Клу называет его Томом. К пристани подъезжает катер с человеком, которого выжившие держали в плену.
Локк показывает Десмонду отчёты со станции «жемчужина». Тот читает их и видит надпись «системный сбой». Он помнит, что когда на минуту опоздал ввести числа, на мониторе было написано то же самое. Десмонд спрашивает, когда упал самолёт рейса 815. Локк говорит, что 22 сентября. И Десмонд видит, что именно 22 сентября 2004 года он не успел нажать на кнопку. Десмонд говорит, что самолёт упал из-за него, но Локк не верит, остаётся минута до нуля. Десмонд хочет ввести числа, но Джон разбивает компьютер. Десмонд в панике. Он открывает двери и куда-то бежит. Мы видим, как Чарли ухаживает за раненым Эко. Счётчик становится на ноль, появляются красно-чёрные иероглифы, начинается сильная тряска, железные предметы притягиваются к магниту. Локк в испуге говорит, что ошибся. Чарли пытается вытащить Эко из бункера, но тот отталкивает его и говорит, чтобы он бежал. Локк тоже бежит. Десмонд достаёт ключ, бежит к аппарату, который взрывает магнит, и поворачивает ключ. Всё тут же заливается белым светом.
Все люди на пристани хватаются за уши и видят, что небо стало фиолетовым. Это же видят те, кто находятся в береговом лагере выживших. Потом бывший пленник, который, похоже, является у Других одним из главных, говорит Майклу, что тот может уезжать с острова с сыном, который сидит в катере. Он рассказывает, куда надо плыть, чтобы выбраться, и что Майкл на остров больше не вернётся. Майкл и Уолт уезжают, Би Клу говорит, что Хёрли может идти в свой лагерь и что ему надо предупредить остальных, чтобы те не совались к другим. А Сойер, Кейт и Джек должны идти с ними.
Чарли выходит из леса в береговой лагерь. Он плохо слышит, так как у него заложило уши. Но в остальном с ним всё в порядке. Но Эко, Локк и Десмонд не возвращались. Клэр целует Чарли.
Дальше мы видим полярную станцию с двумя полярниками. Они зарегистрировали магнитную аномалию. Затем один из них позвонил какой-то девушке и сообщил ей о случившимся. Эта девушка — Пенелопа Уидмор.

## Приём
Согласно рейтингу Нильсена эпизод «Живём вместе, умираем поодиночке» набрал 10,3/16 баллов у зрителей в возрасте 18-49 лет. Это соотношение составляет 10,3 % аудитории в возрасте от 18 до 49 лет и 16 % от тех, кто никогда не переключает каналы во время эпизода. Эпизод просмотрели в общей сложности 17,84 миллиона зрителей в Соединённых Штатах и он получил хорошую оценку критиков.
Американская прогрессив-металкор-группа Veil of Maya в своей песне «Namaste» цитирует название эпизода — «Живём вместе, умираем поодиночке» и отсылает к мифическим цифрам серии (4 8 15 16 23 42).